# Do You Like Worms?
Do You Like Worms? (nota anche con i titoli Do You Like Worms (Roll Plymouth Rock) e Do You Dig Worms?) è un brano musicale scritto da Brian Wilson e Van Dyke Parks nel 1966 per il progetto dell'abortito album Smile dei Beach Boys. L'incompleta registrazione originale di Do You Like Worms? fu pubblicata per la prima volta all'interno della compilation Good Vibrations: Thirty Years of The Beach Boys nel 1993, un box set che include anche alcune tracce inedite di Smile, e poi ancora nel 2011 in The Smile Sessions. Nel 2004, Brian Wilson ri-registrò il brano e lo incluse nella sua rilettura personale di Smile con il nuovo titolo Roll Plymouth Rock.
Il biografo Jon Stebbins affermò che la traccia "esemplifica la natura incompleta e schizofrenica di Smile. Solo il fatto che un album dei Beach Boys nel 1967 potesse includere una canzone intitolata Do You Like Worms? ("Ti piacciono i vermi?") fa "uscire fuori di testa". La canzone è stata reinterpretata da numerosi artisti, inclusi The Olivia Tremor Control, Ant-Bee, e Secret Chiefs 3.

## Il brano

### Titolo
Quando nel 2004 il co-autore del pezzo, Van Dyke Parks, fu interrogato circa il significato del bizzarro titolo, non ricordandosi l'origine precisa dello stesso, egli ipotizzò: «Ho la sensazione che forse fosse stato suggerito da un ingegnere del suono, o forse da Brian, forse da Mike Love. Non ci sono altre parole nella canzone che si riferiscono a quel titolo». Quello stesso anno, Wilson ri-registrò la canzone con il titolo cambiato in Roll Plymouth Rock ma con più o meno lo stesso testo. Quando gli fu chiesto perché avesse cambiato il titolo originale, Wilson spiegò: «Perché volevamo qualcosa di un po' più appropriato, sai? Qualcosa che sembrasse più appropriato». Nel 2013, Al Jardine dichiarò: «Continuavo a ripetere a quelli della Capitol che non c'era nessuna dannata canzone che parlava di vermi. Il titolo del pezzo era Roll Plymouth Rock.  Ti sfido a trovarci qualcosa sui vermi. Ma loro vollero intitolarla Do You Like Worms. Brian aggiunse apposta le parentesi al titolo per rendere tutto più chiaro. Sono sicuro che esistesse una canzone di Brian e Van Dyke intitolata Do You Like Worms? che non ci fecero mai ascoltare. Comunque, penso che la versione originale di Smile sia totalmente "cool", e mi sarebbe veramente piaciuto completarla. [ride] Mi fa tornare in mente molti bei ricordi».

### Composizione

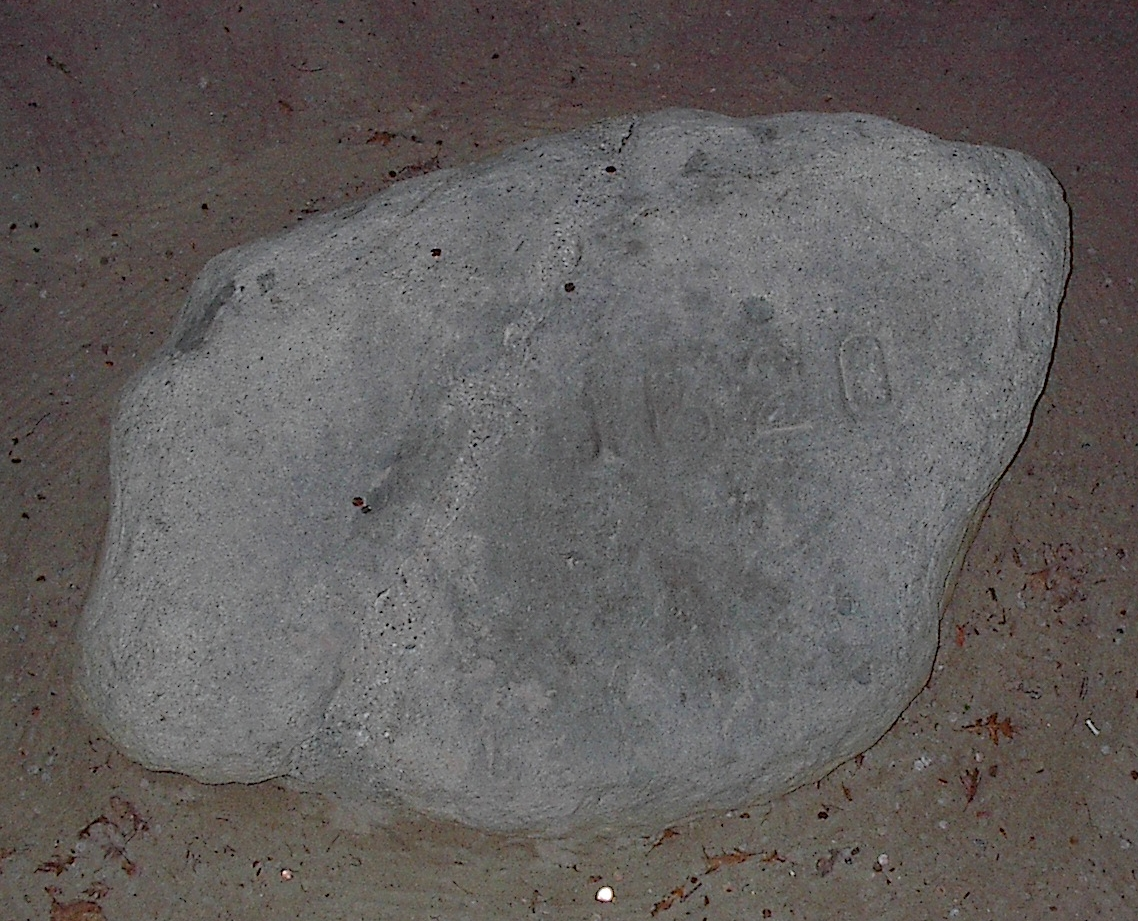
Un primo piano della "Roccia di Plymouth".

Do You Like Worms? era stata immaginata come una sorta di viaggio lirico attraverso gli Stati Uniti d'America da costa a costa; con particolare riferimento all'epoca dei pionieri e della colonizzazione dell'ovest. Secondo Parks, "parla di portare la sensibilità europea nell'addomesticamento del continente americano, dalla roccia di Plymouth a Waikiki". La scena è narrata attraverso gli occhi del protagonista, un uomo detto "Bicycle Rider" ("Il ciclista"). Tale Bicycle Rider si ritiene sia un riferimento al brano tradizionale See See Rider e al gioco di carte Bicycle Rider Back stampato dalla United States Playing Card Company durante il XIX secolo. Il canto «mahala lu lei» si riferisce a una preghiera hawaiiana di ringraziamento.
Successivamente, il tema musicale della sezione B del brano venne riadattato per il ritornello di  Heroes and Villains, registrata durante le sessioni di Smile.

### Registrazione
Le tracce base strumentali per le sezioni A e C della canzone furono registrate il 18 ottobre 1966 presso gli studi United Western Recorders. Brian incise anche alcune delle sue tracce vocali nel corso di questa sessione. I Beach Boys incisero le voci ai Columbia Studios, il 21 dicembre 1966. La sezione B del brano fu registrata durante le sessioni per Heroes and Villains. Dopo una sovraincisione di basso con effetto fuzz eseguita il 5 gennaio 1967, Do You Like Worms? venne accantonata e mai più ripresa dai Beach Boys.

### Formazione
The Beach Boys
- Al Jardine - cori
- Mike Love - cori
- Brian Wilson - voce solista, clavicembalo
- Carl Wilson - cori
- Dennis Wilson - cori

Musicisti aggiuntivi
- Jerry Cole - chitarra
- Gene Estes - percussioni
- Jim Gordon - batteria, conga
- Carol Kaye - basso
- Van Dyke Parks - tack piano
- Lyle Ritz - basso

## Versione di Brian Wilson
Durante le sedute iniziali per l'album Brian Wilson Presents Smile, Wilson riuscì a rintracciare la melodia originale del pezzo, ma non il testo. Dovendo affrontare questo dilemma, egli telefonò a Parks in cerca d'aiuto. Parks si presentò a casa di Wilson, e i due scrissero insieme un nuovo testo.

### Formazione
- Brian Wilson - tastiere, voce

Musicisti aggiuntivi
- Scott Bennett - tastiere, voce
- Nelson Bragg - percussioni, voce
- Staffan Findin - trombone
- Jeff Foskett - chitarra, ukulele, voce
- Probyn Gregory - chitarra, voce
- Jim Hines - batteria
- Anna Landberg - violoncello
- Bob Lizik - basso
- Paul Mertons - flauto
- Taylor Mills - voce
- Bjorn Samuelsson - trombone
- Markus Sandlund - violoncello
- Darian Sahanaja - tastiere, voce
- Nick Walusko - chitarra